# 吉珀爾山
47°47′55″N 15°34′50″E / 47.79861°N 15.58056°E

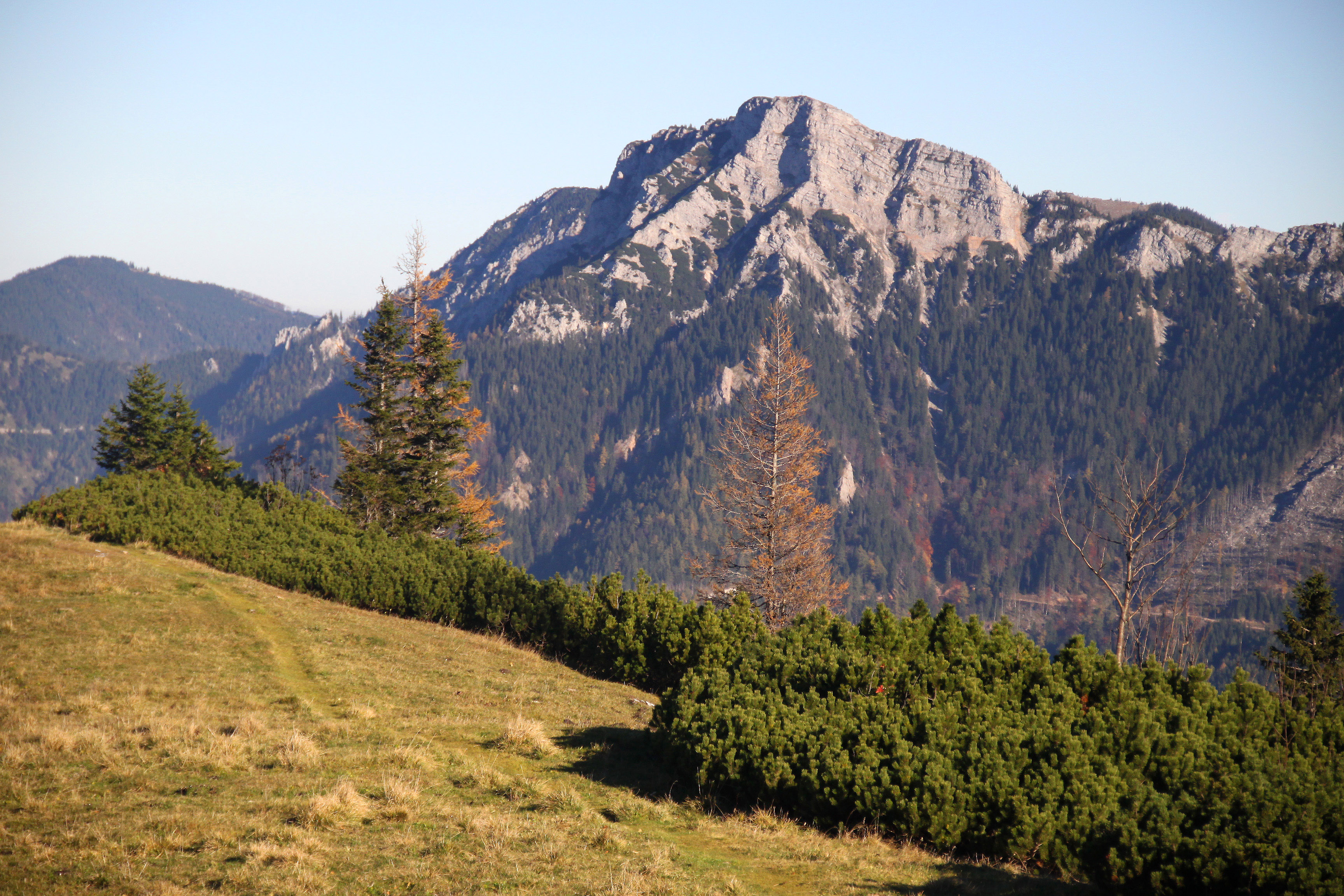

吉珀爾山（德語：Gippel），是奧地利的山峰，位於該國東北部，由下奧地利州負責管轄，距離格勒山6公里，屬於米爾茨施泰格阿爾卑斯山脈的一部分，海拔高度1,669米，每年平均降雨量1,409毫米。